# JYOCHO
JYOCHO（じょうちょ）は、日本のバンドである。No Big Deal Records所属。

## 概要
2016年結成。
2021年8月15日、hatch（ドラムス）の脱退を公式ホームページで発表。
2022年8月24日、米国のインディー・レーベル「Topshelf Records」と契約したことを発表。
2023年8月10日、同年3月に開催したドラマー・オーディションの結果、新ドラマーとして山﨑浩二朗が加入。山崎は、だいじろー（ギター・コーラス）が以前活動していたバンド「宇宙コンビニ」でサポートドラマーを務めていたとこもあり旧知の仲であったが、だいじろーとちゃんとしたバンドを組んだことがなかったため、これを機にオーディションに参加した。

## メンバー
- だいじろー（ギター・コーラス）

　　ex.宇宙コンビニ
- はやしゆうき（フルート）
- 猫田ねたこ（ボーカル・キーボード）
- sindee（ベース）
- 山﨑浩二朗（ドラムス）

　　2023年8月10日加入
元メンバー
- hatch（ドラムス） 2021年8月脱退[5]

## タイアップ
| 起用年 | 曲名                                               | タイアップ |
| ------ | -------------------------------------------------- | --- |
| 2018年 | 互いの宇宙（「互いの宇宙 e.p」収録）               | テレビアニメ「伊藤潤二『コレクション』」エンディングテーマ                                                                       |
| 2020年 | 光あつめておいでよ                                 | ライオン『ソフラン Aroma Rich【「香り変わらないのはただひとつ」篇】』CMソング                                                    |
| 2021年 | みんなおなじ                                       | テレビアニメ『真の仲間じゃないと勇者のパーティーを追い出されたので、辺境でスローライフすることにしました』エンディングテーマ     |
| 2023年 | 云う透り Maniac ver.                               | Netflixシリーズ「伊藤潤二『マニアック』」エンディングテーマ                                                                      |
| 2024年 | 導き、捧げて                                       | テレビアニメ『真の仲間じゃないと勇者のパーティーを追い出されたので、辺境でスローライフすることにしました 2nd』エンディングテーマ |
| 2024年 | Strong Body and Rich Future of Macho Minimal Fairy | STUDIO sauce 縦型配信オムニバスショートドラマ『てのひらラブストーリー ～婚活五重奏～』テーマソング                               |
| 2024年 | 惜春                                               | STUDIO sauce 縦型配信オムニバスショートドラマ『てのひらラブストーリー ～婚活五重奏～』テーマソング                               |

## 主なライブ

### ワンマンライブ・主催イベント
| 開催日                  | タイトル                                    | 備考 |
| ----------------------- | ------------------------------------------- | ---- |
| 2018年6月8日〜7月7日    | 互いの定義 tour                             |      |
| 2019年2月9日〜3月9日    | 美しい終末サイクル                          |      |
| 2019年12月7日〜12月21日 | JYOCHO Tour 2019 "綺麗な三角、朝日にんげん" |      |